# Мајшос
Мајшос (њем. Mayschoß) општина је у њемачкој савезној држави Рајна-Палатинат. Једно је од 74 општинска средишта округа Арвајлер. Према процјени из 2010. у општини је живјело 996 становника. Посједује регионалну шифру (AGS) 7131049.

## Географски и демографски подаци
Мајшос се налази у савезној држави Рајна-Палатинат у округу Арвајлер. Општина се налази на надморској висини од 124 метра. Површина општине износи 5,7 km². У самом мјесту је, према процјени из 2010. године, живјело 996 становника. Просјечна густина становништва износи 176 становника/km².